# Pomacentrus bipunctatus
Pomacentrus bipunctatus là một loài cá biển thuộc chi Pomacentrus trong họ Cá thia. Loài này được mô tả lần đầu tiên vào năm 2004.

## Từ nguyên
Từ định danh bipunctatus được ghép bởi hai âm tiết trong tiếng Latinh, là bi ("hai") và punctatus ("lốm đốm"), hàm ý đề cập đến đốm trên nắp mang và ở gốc vây ngực của loài cá này.

## Phạm vi phân bố và môi trường sống
P. bipunctatus trước đây được xem là một biến dị kiểu hình của Pomacentrus amboinensis nhưng sau đó đã được công nhận là một loài hợp lệ.
P. bipunctatus được ghi nhận tại đảo san hô vòng Enewetak và Kwajalein (đều thuộc quần đảo Marshall) và cụm đảo Chuuk ở phía đông quần đảo Caroline (thuộc lãnh thổ Liên bang Micronesia). P. bipunctatus sống tập trung gần các rạn san hô trong đầm phá ở độ sâu từ 5 đến 43 m.

## Mô tả
Chiều dài lớn nhất được ghi nhận ở P. bipunctatus là 6,2 cm. Cá con và cá đang lớn có màu xanh lam xám đến nâu nhạt pha tím, trừ vùng mõm, bụng, ngực màu vàng tươi. Cá con dưới 4,5 cm có thêm đen lớn viền xanh ở ngay sau vây lưng. Cá trưởng thành có màu nâu xám với các chấm xanh tím trên trán, có đốm xanh trên nắp mang và đốm đen ở gốc vây ngực.
Là một loài thuộc phức hợp loài P. amboinensis, P. bipunctatus có đốm trên nắp mang và ở gốc vây ngực, cũng như có nhiều vệt đốm màu tím nhạt trên mặt. Cũng như P. amboinensis, đốm đen lớn viền xanh ở vây lưng cá con biến mất ở những cá thể >4,5 cm. P. bipunctatus khác với những loài còn lại trong nhóm bởi các chấm xanh tím ở trán của cá con và cá trưởng thành.
Số gai ở vây lưng: 13; Số tia vây ở vây lưng: 14–15; Số gai ở vây hậu môn: 2; Số tia vây ở vây hậu môn: 14–16; Số gai ở vây bụng: 1; Số tia vây ở vây bụng: 5; Số tia vây ở vây ngực: 17.